# Cèrç
Cèrç (en francès Cers) és un municipi occità del Llenguadoc, francès situat al departament de l'Erau, a la regió d'Occitània.